# Resolució 1777 del Consell de Seguretat de les Nacions Unides
La Resolució 1777 del Consell de Seguretat de les Nacions Unides fou adoptada per unanimitat el 20 de setembre de 2007. Després de recordar totes les resolucions anteriors sobre la situació a Libèria i Àfrica Occidental, en particular les resolucions 1509 (2003), 1667 (2006), 1694 (2006) i 1750 (2007), el Consell va ampliar el mandat de la Missió de les Nacions Unides a Libèria (UNMIL) durant un any fins al 30 de setembre de 2008, tot avalant les reduccions de tropes.

## Detalls
En virtut del Capítol VII de la Carta de les Nacions Unides, el Consell també va aprovar una reducció de 2.450 persones desplegades en el component militar de la Missió durant el període d'octubre de 2007 a desembre de 2008, així com una reducció de 498 policies durant el període d'abril de 2008 a desembre de 2010.
El Consell també va demanar al Secretari General que seguís el progrés en els paràmetres bàsics establerts en el seu quinzè informe de progrés (document S/2007/479) amb vista a recomanar noves reduccions de tropa i policia. Va reafirmar la seva intenció d'autoritzar al Secretari General a redistribuir temporalment les tropes, segons calgués, entre la UNMIL i l'Operació de les Nacions Unides a Costa d'Ivori (UNOCI).